# 佩拉戈
佩拉戈（義大利語：Pelago），是意大利佛罗伦斯省的一个市镇。总面积54平方公里，人口7634人，人口密度141.4人/平方公里（2009年）。ISTAT代码为048032。